# Liste der am höchsten prädikatisierten nationalsozialistischen Spielfilme
Die folgende Liste umfasst die in der Zeit des Nationalsozialismus uraufgeführten deutschen Spielfilme, denen von der Filmprüfstelle die höchsten Prädikate verliehen wurden. Die Liste spiegelt damit wider, welche Filme von den nationalsozialistischen Machthabern selbst am höchsten bewertet wurden. Im quantitativen Vergleich erhielten beispielsweise nur 11 der gezeigten US-amerikanischen Filmproduktionen von den nationalsozialistischen Prüfstellen das Prädikat „künstlerisch wertvoll“.

## Liste der Spielfilme

### Film der Nation
Das Prädikat Film der Nation wurde nur selten und nur in Verbindung mit dem Prädikat staatspolitisch und künstlerisch besonders wertvoll verliehen.
- Ohm Krüger (Regie: Hans Steinhoff, 1941)
- Heimkehr (Gustav Ucicky, 1941)
- Der große König (Veit Harlan, 1940/42)
- Die Entlassung (Wolfgang Liebeneiner, 1942)
- Kolberg (Veit Harlan, 1943/45)

### Staatspolitisch und künstlerisch besonders wertvoll
- Ich für Dich – Du für mich (Carl Froelich, 1934)
- Hermine und die sieben Aufrechten (Frank Wysbar, 1935)
- Der alte und der junge König (Hans Steinhoff, 1935)
- Das Mädchen Johanna (Gustav Ucicky, 1935)
- Friesennot (Peter Hagen=Willi Krause, 1935; 1939 herabgestuft)
- Der höhere Befehl (Gerhard Lamprecht, 1935)
- Traumulus (Carl Froelich, 1936)
- Der Kaiser von Kalifornien (Luis Trenker, 1936)
- Verräter (Karl Ritter, 1936)
- Wenn wir alle Engel wären (Carl Froelich, 1936)
- Der Herrscher (Veit Harlan, 1937)
- Patrioten (Karl Ritter, 1937)
- Urlaub auf Ehrenwort (Karl Ritter, 1937)
- Pour le Mérite (Karl Ritter, 1938)
- Robert Koch, der Bekämpfer des Todes (Hans Steinhoff, 1939)
- Mutterliebe (Gustav Ucicky, 1939)
- Jud Süß (Veit Harlan, 1940)
- Bismarck (Wolfgang Liebeneiner, 1940)
- Kampfgeschwader Lützow (Hans Bertram, 1941)
- Annelie (Josef von Báky, 1941)
- Komödianten (G. W. Pabst, 1941)
- Andreas Schlüter (Herbert Maisch, 1942)
- Wen die Götter lieben (Karl Hartl, 1942)
- Titanic (Herbert Selpin, 1943)
- Der unendliche Weg (Hans Schweikart, 1943)

### Staatspolitisch besonders wertvoll
- D III 88 (Herbert Maisch, 1939)

### Besonders wertvoll (bis 1934)/Künstlerisch besonders wertvoll (ab 1939)
- S.A. Mann Brand (Franz Seitz, 1933)
- Hitlerjunge Quex (Hans Steinhoff, 1933)
- Reifende Jugend (Carl Froelich, 1933)
- Flüchtlinge (Gustav Ucicky, 1933)
- Der Schimmelreiter (Curt Oertel, Hans Deppe, 1934)
- Der verlorene Sohn (Luis Trenker, 1934)
- Krach um Jolanthe (Carl Froelich, 1934)
- Es war eine rauschende Ballnacht (Carl Froelich, 1939)
- Befreite Hände (Hans Schweikart, 1939)
- Der Postmeister (Gustav Ucicky, 1940)
- Ich klage an (Wolfgang Liebeneiner, 1941)
- Wiener Blut (Willi Forst, 1942)
- Die goldene Stadt (Veit Harlan, 1942)
- Der große Schatten (Paul Verhoeven, 1942)
- Münchhausen (Josef von Báky, 1943)
- Sophienlund (Heinz Rühmann, 1943)
- Romanze in Moll (Helmut Käutner, 1943)
- Altes Herz wird wieder jung (Erich Engel, 1943)
- Opfergang, (Veit Harlan, 1944)
- Der gebieterische Ruf (Gustav Ucicky, 1944)
- Philharmoniker (Paul Verhoeven, 1942/44)
- Das Herz muß schweigen (Gustav Ucicky, 1944)